# Drumontiana lacordairei
Drumontiana lacordairei là một loài bọ cánh cứng trong họ Cerambycidae.